# Переволочна (Прилуцький район)
Переволо́чна — село в Україні, у Прилуцькому районі Чернігівської області. Входить до складу Сухополов'янської сільської громади. Населення села становить 689 осіб.

## Історія
Перша письмова згадка про Переволочну датується 1092 роком, отже це одне з найстаріших поселень Лівобережжя.
Село розташоване біля річки Удай. За давнини ця річка була судноплавною. На крутих вигинах (меандрах) човни часто перетягували (волочили) по суходолу, щоб скоротити відстань. Такі місця називались «переволоками». Біля одного з таких місць і з'явилося поселення, що отримало назву на його честь — Переволочна.
У період монголо-татарської навали Переволочну було зруйновано.
Поселення відродилося вже на початку XVII століття. Тоді це було містечко, яке належало родині Вишневецьких. У період Визвольної війни воно стало сотенним містечком Переволочанської сотні Прилуцького полку, але вже у 1664 році втратило цей статус, адже потрапило у власність до родини Горленків. Проте у XVIII столітті (до 1782 року) сотенний статус було відновлено.
Найдавніше знаходження на мапах 1800 рік
У XIX столітті в Переволочній стояв маєток Єлизавети Арсеньєвої — бабусі російського письменника Михайла Лермонтова. Поет приїжджав сюди двічі. На той час (до 1918 року) Переволочна вважалася позаштатним містечком Прилуцького повіту Полтавської губернії.
У 1862 році у містечку володарському та козачому Переволочна (Переволочне) була церква, прихідське вчилище, сільське правління, завод та 201 двір де жило 1162 особи
У 1911 році у містечку Переволочне була церква Преображення Господнього, земська та церковно-прихідська школи та жило 1997 осіб
У Переволочній збереглася прекрасна пам'ятка дерев'яної архітектури — Преображенська церква. Поряд із церквою збереглися цегляні ворота, зведені у 1914 році.
До 2019 року орган місцевого самоврядування — Переволочнянська сільська рада.

## Політика

### Парламентські вибори, 2019
На позачергових парламентських виборах 2019 року у селі функціонувала окрема виборча дільниця № 740625, розташована у приміщенні будинку культури.
Результати
- зареєстровано 416 виборців, явка 68,99%, найбільше голосів віддано за «Слугу народу» — 32,40%, за Всеукраїнське об'єднання «Батьківщина» — 20,91%, за Радикальну партію Олега Ляшка — 20,56%[6]. В одномандатному окрузі найбільше голосів отримав Сергій Коровченко (самовисування) — 39,93%, за Олега Дмитренка (самовисування) — 15,55%, за Дмитра Пахомова (Слуга народу) — 12,01%[7].

## Населення

### Мова
Розподіл населення за рідною мовою за даними перепису 2001 року:
| Мова       | Кількість | Відсоток |
| ---------- | --------- | -------- |
| українська | 678       | 98.4 %   |
| російська  | 11        | 1.6 %    |
| Усього     | 689       | 100 %    |

## Найвідоміші уродженці
- Звіряка Євстафій Федорович (1748—1829) — український медик, доктор медицини.
- Костянтин Прохорович Зленко (1888—1965) — український письменник, культурно-освітній діяч.
- Бубенко Павло Трохимович — відомий український вчений-економіст.
- Надьон Іван Петрович, герой Радянського Союзу.